# Wasmuthhausen
Wasmuthhausen  ist ein Gemeindeteil des Marktes Maroldsweisach im unterfränkischen Landkreis Haßberge in Bayern.

## Geographie
Das Kirchdorf liegt etwa 17 Kilometer südwestlich von Coburg in einer Senke am Nordosthang des Sandberges. Die Gemarkungsgrenze im Westen entspricht der bayerischen Landesgrenze mit Thüringen, die hier ihren südlichsten Punkt hat.
Die Staatsstraße 2428 verbindet Wasmuthhausen über Eckartshausen mit Maroldsweisach und mit Hafenpreppach. Die Kreisstraße HAS 62 führt nach Dürrenried.

## Geschichte
Die Siedlung ist um die Wende zum 9. Jahrhundert entstanden. Die Ortsbezeichnung geht auf einen Personennamen zurück und bedeutet „bei den Häusern des Wasmuot“.
Die erste urkundliche Erwähnung war 1290, als der Würzburger Bischof Manegold unter anderem das Schloss Geiersberg mit der zum Schloss gehörigen Meierei „Wasemutehusen“ an Karl von Heldritt verpfändete. Für das Jahr 1317 belegt ein Lehensbuch, das Wolf von Stein den ganzen Zehnt des Ortes besaß. Spätestens 1322 erhielten Aplo, Theine und Hugelinus von Lichtenstein die Dorfherrschaft.
Die Herren von Lichtenstein hatten fast vier Jahrhunderte den Zehnt in Wasmuthhausen.
Im Dreißigjährigen Krieg flohen die Einwohner und Wasmuthhausen wurde zerstört. Um die Bewohner zur Rückkehr zu bewegen, ließ Hans Jakob von Lichtenstein die Schäferei erneuern, das Brauhaus in Betrieb nehmen und die alten Vogelherde wieder aufstellen. Außerdem entstand ein großer Karpfenteich um das Wasserschloss. Aufgrund finanzieller Probleme verkauften die von Lichtenstein 1669 ihre Grundstücke in Wasmuthhausen an Adam Dietrich Voit von Rieneck, einem curmainzischen und bambergischen Rat und Landrichter. Voit von Rieneck ließ die alten Zins- und Lehensbücher zu seinen Gunsten fälschen, wie das Reichskammergericht zu Wetzlar urkundlich bestätigte. Am 8. April 1816 erwarb die Familie des verstorbenen Franz Joseph von Albini, die seit 1790 die Herrschaft im benachbarten Dürrenried ausübte, den gesamten Besitz der Voit von Rieneck. 1830 gründeten die von Albini die Dorfschule, die anfangs im Schloss und später im Oberhof untergebracht war. In der Folgezeit wechselte das Rittergut öfters den Besitzer. 1860 begann der Verkauf einzelner Felder an einheimische Bauern.
1862 wurde Wasmuthhausen in das neu geschaffene bayerische Bezirksamt Ebern eingegliedert. 1871 zählte der Ort 210 Einwohner und 38 Wohngebäude. Das Kirchdorf gehörte zum Sprengel der katholischen Pfarrei im 9,5 Kilometer entfernten Seßlach. Die zuständige katholische Schule befand sich im Ort. Im Jahr 1900 hatte die Landgemeinde 177 Einwohner, von denen 94 evangelisch waren, und 37 Wohngebäude. Die evangelische Pfarrei und Schule waren im 3,0 Kilometer entfernten Hafenpreppach und 1925 zählte der Ort 188 Personen in 35 Wohngebäuden. Ab 1911 gab es auch eine evangelische Bekenntnisschule in Wasmuthhausen.
Nach dem Zweiten Weltkrieg prägte bis zum Jahr 1989 die Lage an der innerdeutschen Grenze den Ort. 1950 bestanden in dem Kirchdorf 35 Wohngebäude mit 249 Einwohnern. Im Jahr 1970 zählte der Wasmuthhausen 192, 1987 206 Einwohner sowie 45 Wohnhäuser mit 53 Wohnungen.
Am 1. Juli 1972 wurde der Landkreis Ebern aufgelöst und Wasmuthhausen kam zum Haßberg-Kreis. Am 1. Januar 1978 folgte die Eingliederung der Gemeinde nach Maroldsweisach.

## Wappen
Ab 1957 hatte die Gemeinde ein Wappen, das der Münchener Kunstmaler Emil Werz gestaltet hatte. Das achtspeichige, goldene Wagenrad symbolisiert den Verkehr auf der Altstraße und das silberne Schwert den einstigen Geleitschutz. Der silberne Spaten deutet auf die Trockenlegung des Bodens hin und die goldene, gekreuzte Ähre ist das Zeichen für Bauerntum und Landwirtschaft.

## Baudenkmäler
Das ehemalige Schloss, ein frühklassizistischer, zweigeschossiger Walmdachbau, ließen die von Albini anstelle eines Vogteihauses errichten. Die Freiherren von Reich vollendeten den Neubau. Zuvor stand in Wasmuthhausen eine Wasserburg, die erstmals 1597 genannt wurde.
Eine kleine Wallfahrtskirche ließen die von Lichtenstein 1530 errichten. Sie wurde im Dreißigjährigen Krieg zerstört. Eine kleine Betkapelle entstand kurz vor 1700. Ein Blitzeinschlag zerstörte sie im Jahr 1900.

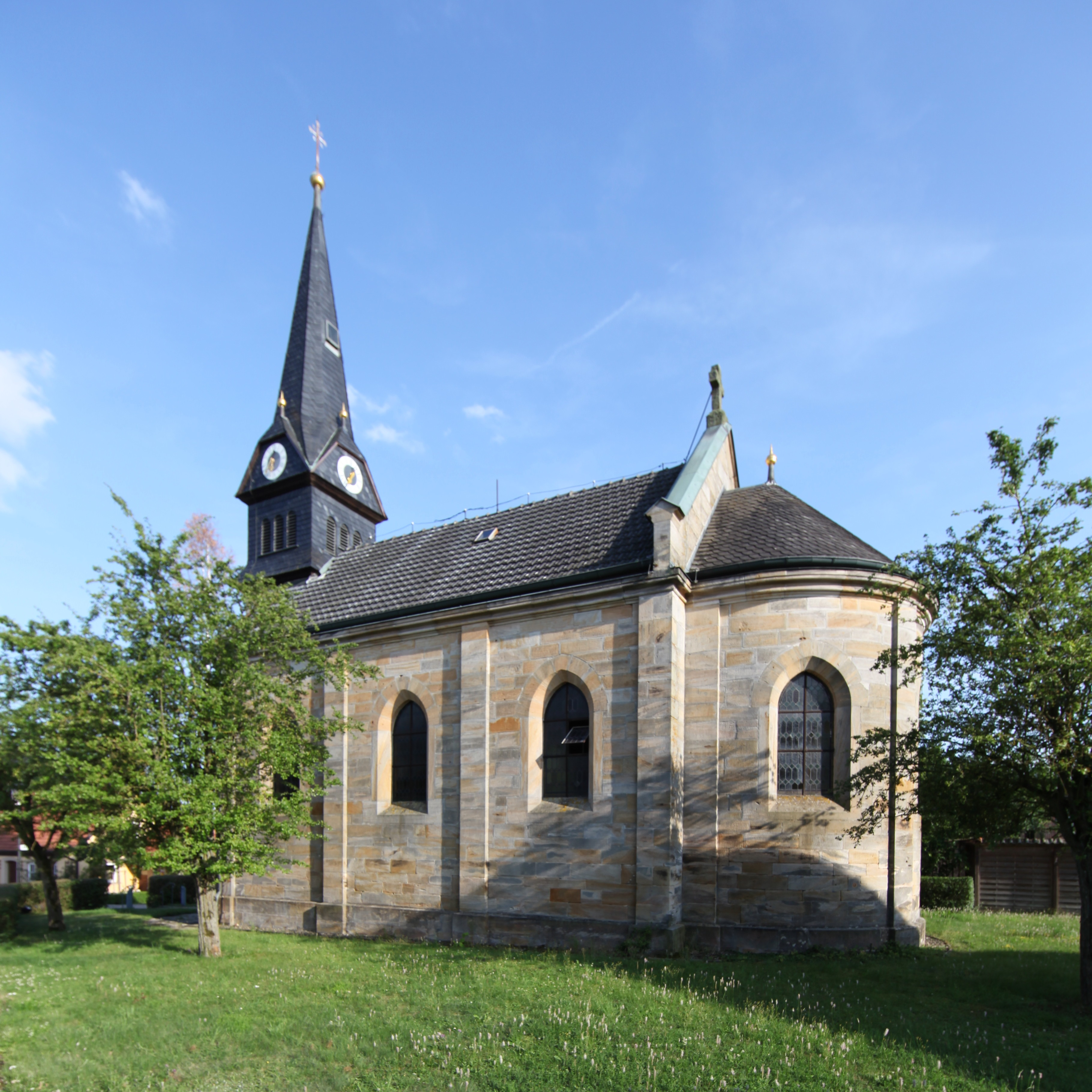
Katholische Filialkirche Zum heiligsten Herzen Jesu

Die 1902/1903 errichtete katholische Filialkirche der Pfarrei Seßlach ist nach dem Herzen Jesu „Zum heiligsten Herzen Jesu“ benannt. Es ist eine neugotische Saalkirche aus Sandsteinquadern mit einer eingezogenen Apsis. Das etwa zehn Meter lange Kirchenschiff hat eine Lisenengliederung. Der zwanzig Meter hohe Giebelreiter ist teilweise verschiefert und trägt zwei Glocken.
In der Bayerischen Denkmalliste sind insgesamt vier Baudenkmäler aufgeführt.